# کورنا ایمانیا
کورنا ایمانیا (به ایتالیایی: Corna Imagna) یک کومونه در ایتالیا است که در استان برگامو واقع شده‌است.

## خصوصیات
کورنا ایمانیا ۴٫۵ کیلومترمربع مساحت و ۹۶۸ نفر جمعیت دارد و ۷۳۶ متر بالاتر از سطح دریا واقع شده‌است.